# Gloria-Theater (Köln)

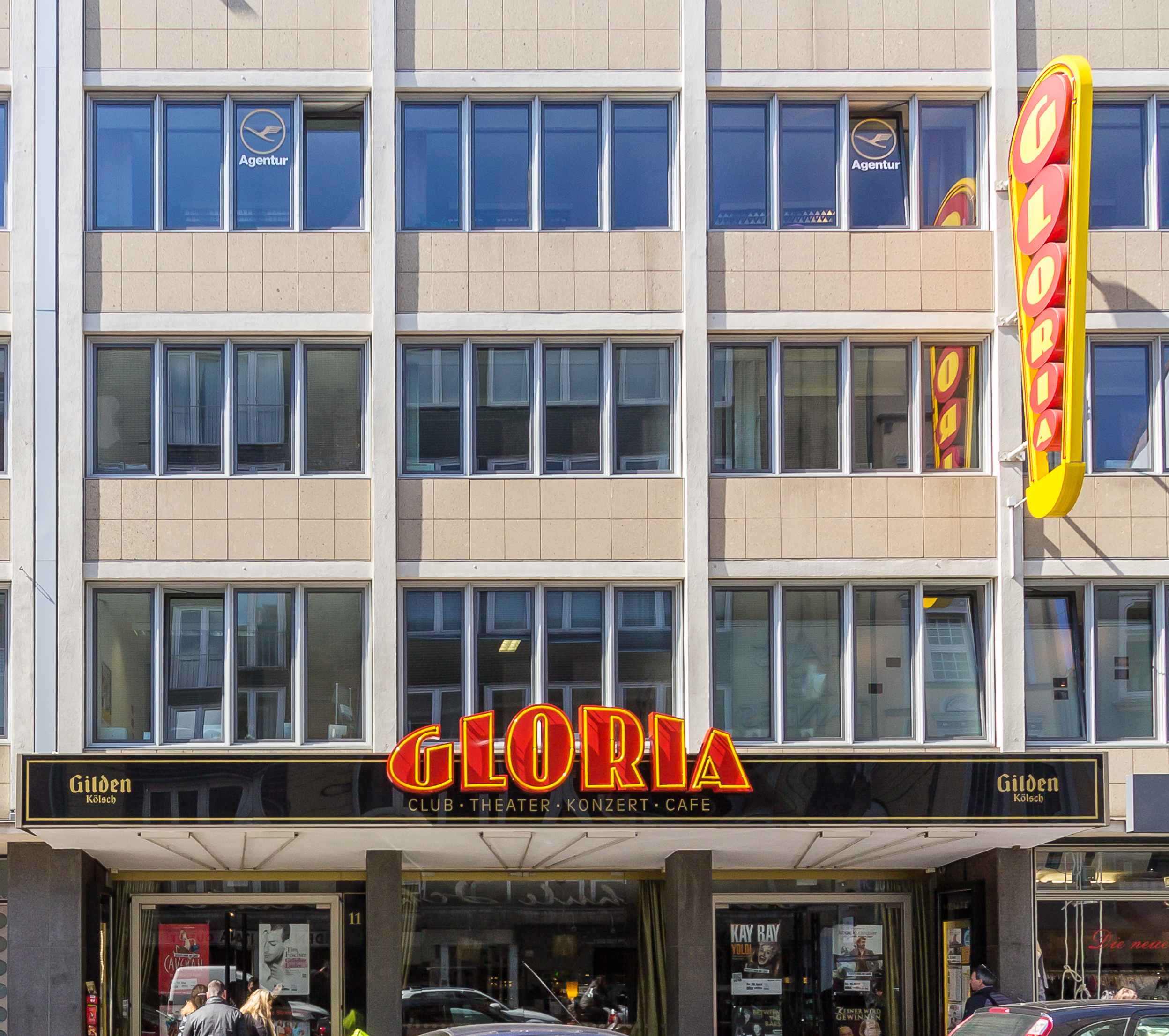
Gloria-Theater, 2016

Das Gloria ist eine traditionsreiche Veranstaltungsstätte in der Innenstadt von Köln. Es befindet sich in der Apostelnstraße in unmittelbarer Nähe zur Kirche St. Aposteln am Neumarkt. Das Gloria wird als Konzerthalle, Partylocation und Theater genutzt; einige Programme werden auch für das Fernsehen aufgezeichnet.

## Geschichte des Hauses
Am 30. November 1956 wurde das Gloria als Kino eröffnet. Als Eröffnungsfilm wurde Verlobung am Wolfgangsee gezeigt, das erste Bühnenstück war Till Eulenspiegel mit Gérard Philipe. Ab den 1970er Jahren wurde das Haus als Pornokino genutzt; unter anderem wurden Filme mit Ingrid Steeger gezeigt. Manches erinnert heute noch an die Funktion als Kino, die Schaukästen mit greller Neonschrift im Eingang, das Kassenhäuschen oder der rote Samt im Zuschauerraum.
1991 wurde der Kinobetrieb aufgegeben und das Gloria in einen Veranstaltungsbetrieb umgewandelt. Der Schwerpunkt lag auf Partys im schwul-lesbischen Bereich. Hella von Sinnen feierte 1995 Premiere, Hermann Göttings Geburtstagsfeiern waren ein Party-Hit, und die Kelly Family spielte zugunsten der Aids-Hilfe. 1994 wurden im Gloria einige Szenen zum Film Der bewegte Mann mit Til Schweiger gedreht, und Walter Bockmayer inszenierte 2001 Wer Liebe sucht.

## Gegenwart

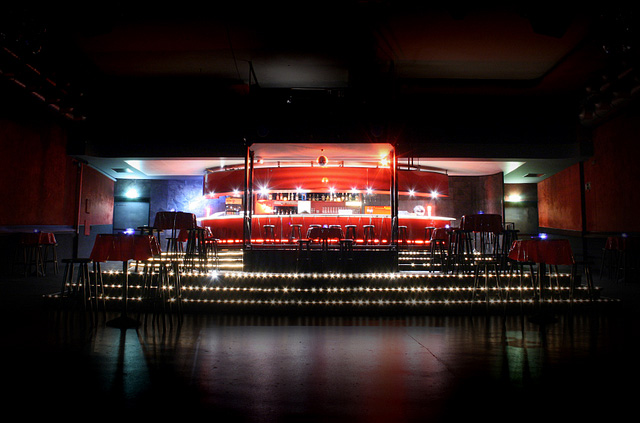
Barbereich, 2008

Das Gloria wird von der Gastro-Event GmbH mit etwa 50 Angestellten betrieben. Seit 2000 präsentiert sich das komplett sanierte und mit moderner Technik ausgestattete Haus als Veranstaltungsort mit vielseitiger Nutzung. Es gliedert sich in einen Saal mit 400 Sitzplätzen oder bei Stehplatznutzung für maximal 950 Personen und ein Café mit 80 Plätzen.
Es finden Theaterstücke wie Caveman, Festivals wie Sommerblut, Theatersport mit dem Springmaus Ensemble und Fernsehaufzeichnungen wie die WDR-Ladies-Night und Dinner for One mit Ralf Schmitz und Annette Frier statt. Im Rahmen von NightWash oder dem Internationalen Köln Comedy Festival finden ebenfalls wie beim Literaturfestival lit.cologne zahlreiche Veranstaltungen und Lesungen statt. Auch zahlreiche Rock- und Popkonzerte sowie Partyreihen gehören zum Repertoire des Gloria.